# Tome
Tome je priimek več znanih Slovencev:
- Alojzij Tome (1889—1970), duhovnik, surdopedagog
- Andraž Tome, teniški trener
- Bogdan Tome (1922—2008), novinar, radijski urednik
- Bogdana Tome Marinac (*1965), etnologinja, kustosinja
- Boštjan Tome (*1971), rokometaš
- Branka Tome (*1969), ekonomistka in političarka
- Davorin Tome (*1962), biolog, ekolog
- Elica Boltin Tome (*1931), arheologinja
- Elizabeta (Beti) Tome, folklornica, podčastnica SV
- Janez Tome (1926—2015?), kineziolog, strokovnjak za atletiko
- Nuša Tome (1960—2015), alpska smučarka
- Staša Tome (*1963), biologinja, muzejska pedagoginja